# Sciaccaluga (cognome)
Sciaccaluga è un cognome di lingua italiana.

## Varianti
Il cognome non presenta varianti.

## Origine e diffusione
Cognome tipicamente ligure, è presente prevalentemente nel genovese.
Potrebbe derivare dai termini dialettali sciacca e uga, dal significato di "schiacciare l'uva", dato ai vignaioli o a persone particolarmente fastidiose.
In Italia conta circa 175 presenze.

## Persone
- Carlo Sciaccaluga – regista teatrale, attore e traduttore italiano
- Marco Sciaccaluga – regista e attore italiano di teatro
- Paolo Sciaccaluga – ex calciatore italiano